# Референдум щодо членства Естонії в Європейському Союзі (2003)
Референдум про членство Естонії в Європейському Союзі 2003 року відбувся 14 вересня 2003 року, щоб вирішити, чи має Естонія приєднатися до Європейського Союзу (ЄС). Трохи більше двох третин виборців проголосували «за», і Естонія приєдналася до ЄС 1 травня 2004 року.

## Передумови
Членство в Європейському Союзі було однією з головних цілей зовнішньої політики Естонії з моменту здобуття незалежності в 1991 році. Естонія була запрошена розпочати переговори про вступ до ЄС у 1997 році та була офіційно запрошена приєднатися на саміті в Копенгагені в грудні 2002 року. Тоді парламент Естонії оголосив, що референдум про членство в ЄС буде проведено в середині вересня 2003 року.

## Питання про референдум
Питання для голосування на референдумі було погоджено урядом Естонії у грудні 2002 року:
Ви за вступ до Європейського Союзу та ухвалення Акту про внесення змін до Конституції Естонської Республіки?

## Кампанія
Опитування громадської думки в першій половині 2003 року показали лише теплу підтримку членства. Це переконало провідних політиків, зокрема президента Арнольда Рюйтеля, прем'єр-міністра Юхана Партса та спікера парламенту Ене Ергму, почати активну кампанію за голосування «за».
Економіка була одним із головних питань, які використовували обидві сторони під час кампанії референдуму. Прихильники вступу до ЄС стверджують, що це стимулюватиме зростання та створить більше робочих місць, а противники стверджують, що вступ до ЄС сповільнить зростання економіки Естонії. Опоненти також стверджували, що Естонія не повинна переходити з одного союзу, Радянського Союзу, до ЄС.
Кампанія «Так» мала потужну медіа, політичну та фінансову підтримку, а Естонська центристська партія була єдиною провідною партією проти вступу до ЄС. Переважали плакати кампанії «Так», один із плакатів, розданий партією Res Publica, закликаючи естонців проголосувати за «за доступ до мільйонів сексуальніших чоловіків». У міру наближення голосування опитування показали зростання підтримки табору «Так», а одне опитування показало, що 70 % підтримують вступ до ЄС.

## Результати
| Вибір                           | Голосів | %    |
| ------------------------------- | ------- | ---- |
| За                              | 369 657 | 66,8 |
| Проти                           | 183 454 | 33,2 |
| Усього дійсних голосів          | 553 111 | 100  |
| Недійсні/пусті голоси           | 2724    | 0,5  |
| Загальна кількість голосів/явка | 555 835 | 64,1 |
| Зареєстровані виборці           | 867 714 | —    |
| Джерело: EU Referendum 2003     |         |      |